# الخسعة (لودر)

تعديل مصدري - تعديل

الخسعة هي إحدى قرى عزلة زارة بمديرية لودر التابعة لمحافظة أبين، بلغ تعداد سكانها 177 نسمة حسب تعداد اليمن لعام 2004.